# Akiba-kei

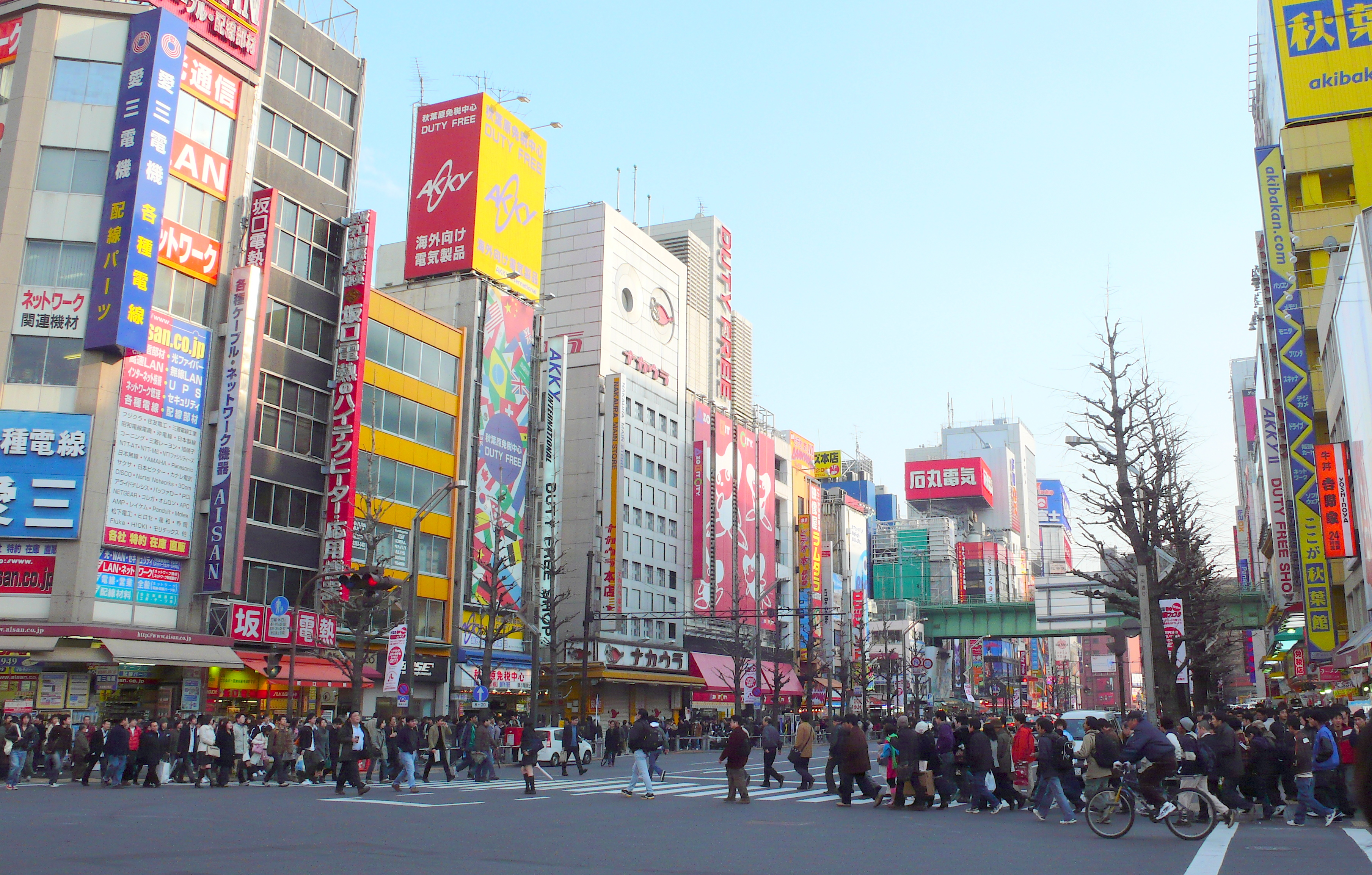
Akihabara en 2007.

Akiba-kei (秋葉系・アキバ系) ou Akiba-chan (アキバちゃん) est un terme d'argot japonais désignant le style d'Akihabara. Akihabara est un district de Chiyoda où se rassemblent de nombreux otaku, fans compulsifs d'anime, de mangas, de jeux vidéo, de cosplay, ou encore d'idoles japonaises,.

## Présentation

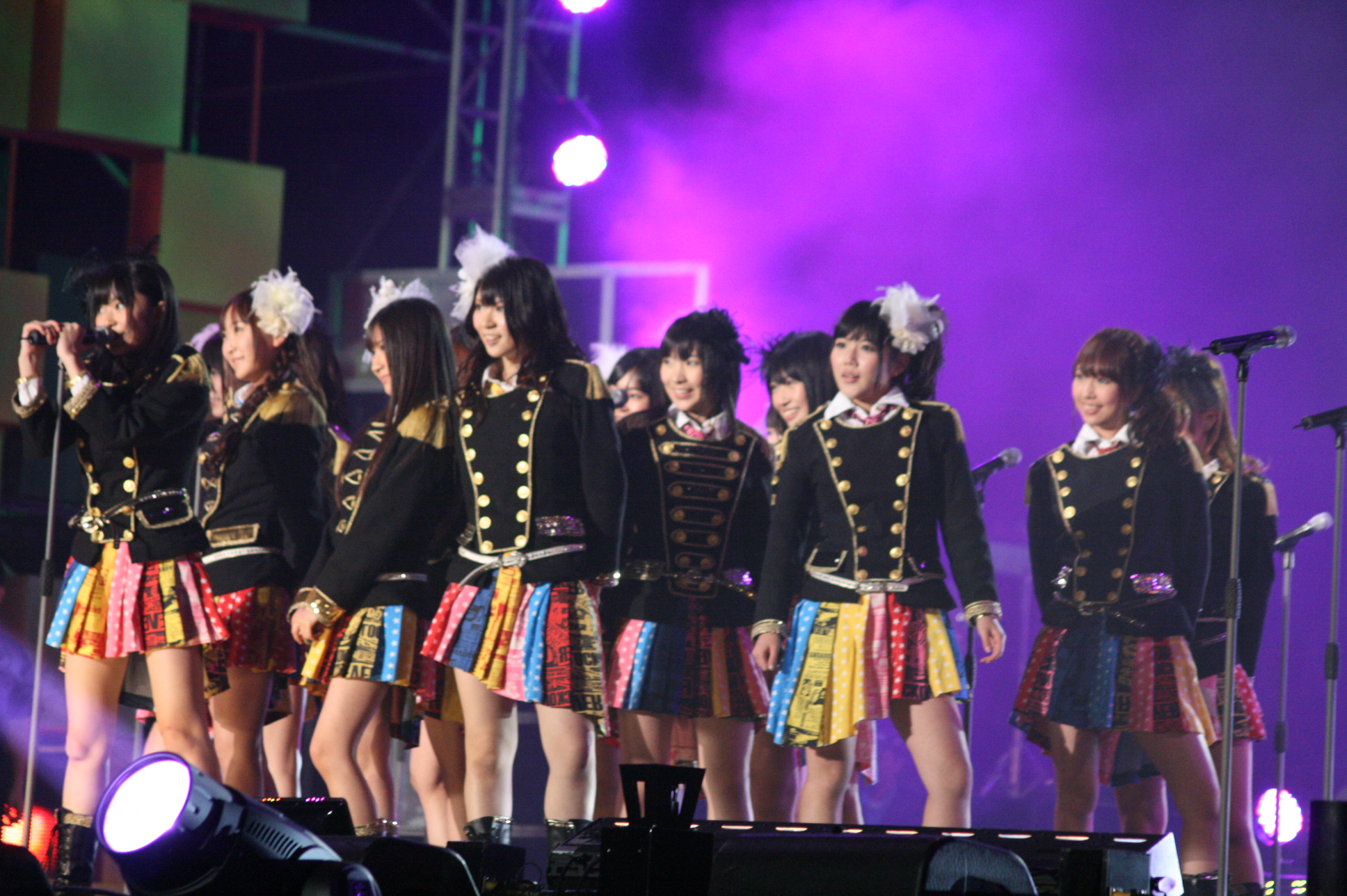
Les AKB48, qui sont parfois l'objet de l'adoration des otaku Akiba-kei.

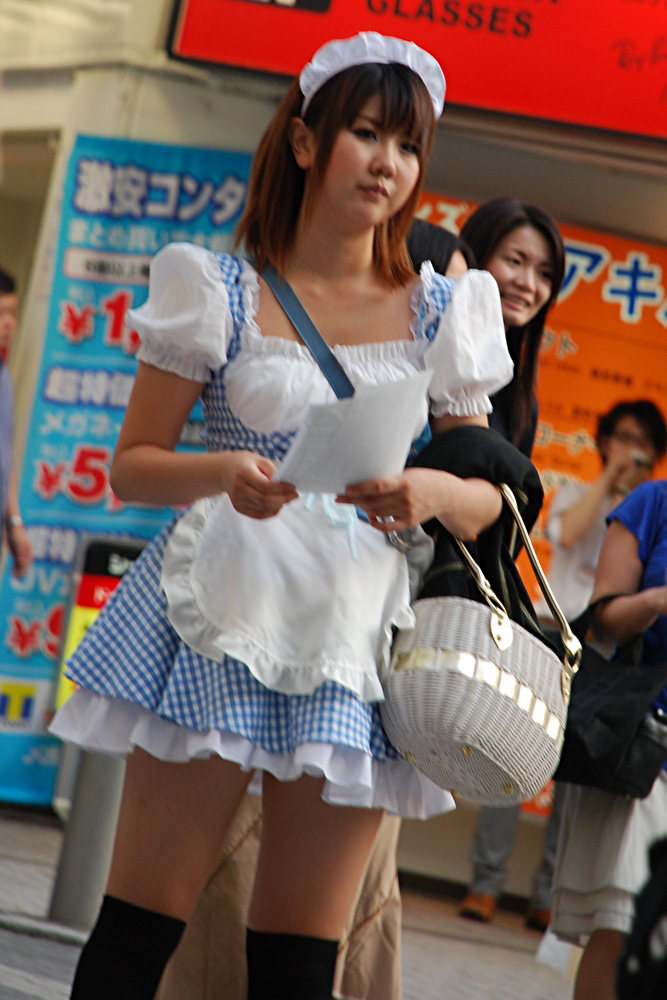
Une maid à Akihabara.

L’Akiba-kei, le style des otaku d'Akihabara, trouve son importance dans le fait qu'Akihabara est le « lieu saint » (« seichi ») principal de tous les otaku du Japon, et ceci bien que d'autres grandes villes aient des lieux de rassemblement comparables, tels que Nihonbashi à Osaka, ou Centre Plaza à Kobe. Au départ centré sur la vente d'électronique et d'ordinateurs, Akihabara et son style ont donc évolué vers une culture centrée sur les jeux vidéo, les mangas, les anime et le cosplay.
La vie sentimentale de certains otaku Akiba-kei présente la particularité qu'ils peuvent fuir tout engagement réel vis-à-vis d'une femme pour lui préférer l'adoration d'un groupe d'idoles japonaises telles que les AKB48, ou encore un intérêt obsessionnel pour les serveuses/animatrices des cafés « meido kissa ».
Variante majeure de l’otaku-kei, le style des otaku, l’Akiba-kei en reprend le caractère obsessionnel, fétichiste et multiforme. Cette obsession — qu'elle porte sur les anime, les jeux vidéo, les mangas, les dōjinshi, les idoles japonaises ou les maids — se traduit dans le choix de vêtements, de figurines, et de toute sorte d'objets en rapport avec cette obsession, que l'on peut trouver à Akihabara, notamment dans le centre commercial de six étages, l’Akiba Culture Zone, ouvert en janvier 2012,.